# San Gabriel Casa Blanca
San Gabriel Casa Blanca är en ort i Mexiko.   Den ligger i kommunen San Antonio Nanahuatípam och delstaten Oaxaca, i den sydöstra delen av landet, 250 km sydost om huvudstaden Mexico City. San Gabriel Casa Blanca ligger 821 meter över havet och antalet invånare är 14 940.
Terrängen runt San Gabriel Casa Blanca är varierad. Runt San Gabriel Casa Blanca är det ganska tätbefolkat, med 65 invånare per kvadratkilometer. San Gabriel Casa Blanca är det största samhället i trakten. I omgivningarna runt San Gabriel Casa Blanca växer huvudsakligen savannskog.